# Жуніор Баяно
Раймундо Феррейра Рамос Жуніор (порт. Raimundo Ferreira Ramos Júnior; 17 березня 1970, Фейра-ді-Сантана), більш відомий як Жуніор Баяно (порт. Júnior Baiano) — бразильський футболіст, який виступав на позиції центрального захисника.

## Кар'єра
Жуніор Баяно почав свою кар'єру у клубі «Фламенго». 11 грудня 1988 року він дебютував в основі клубу в матчі з «Бангу». У наступному сезоні він провів за клуб 11 матчів, з яких 1 в офіційній грі. У тому ж році захисник виграв у складі команди Кубок Бразилії. Через рік Жуніор зміг завоювати місце в стартовому складі «Менго». З ним клуб виграв трофей Ріо, чемпіонат штату Ріо-де-Жанейро і чемпіонат Бразилії. У 1994 році Баяно перейшов у «Сан-Паулу», з яким виграв Кубок КОНМЕБОЛ і Рекопу Південної Америки.
У 1995 році Жуніор Баяно перейшов у німецький «Вердер», за який провів 32 матчі і забив 2 голи. На наступний рік він повернувся у «Фламенго». Там він перебував два сезони, зігравши в 99 матчах і забивши 11 голів. Потім захисник виступав у «Палмейрасі», який купив концерн Parmalat, з яким виграв Кубок Меркосур, а потім Кубок Лібертадорес. У 2000 році він перейшов у стан «Васко да Гама», з яким виграв чемпіонат країни, Кубок Меркосур і Кубок Гуанабара.
У 2001 році Жуніор Баяно став гравцем китайського «Шанхай Шеньхуа», але пограв там недовго. Бразилець на наступний рік повернувся на батьківщину, ставши гравцем «Інтернасьйонала». З цим клубом він виграв чемпіонат штату Ріу-Гранді-ду-Сул.
У 2004 році Баяно втретє став гравцем «Фламенго», знову перемагаючи з клубом: захисник відсвяткував перемогу в Кубку Гуанабара і чемпіонаті штату. У той же час він викликався в суд для дачі свідчень у справі про незаконний обіг наркотиків.
Потім він грав за «Америку», «Бразильєнсе», «Волта-Редонду» і американський клуб «Маямі», де завершив кар'єру у 2009 році.

## Міжнародна кар'єра
У складі збірної Бразилії Жуніор дебютував 10 серпня 1997 року в товариському матчі з командою Південної Кореї (2:1). У тому ж році він виграв з командою Кубок конфедерацій.
В наступному році Баяно з Бразилією поїхав на чемпіонат світу, де бразильці дійшли до фіналу, програвши у вирішальному матчі Франції. Ця гра стала останньою для Жуніора у футболці збірної Бразилії.

## Досягнення

### Командні
- Володар Кубка Бразилії: 1990
- Володар трофею Ріо: 1991
- Чемпіон штату Ріо-де-Жанейро: 1991, 2004
- Чемпіон Бразилії: 1992, 2000
- Володар Кубка КОНМЕБОЛ: 1994
- Володар Рекопи Південної Америки: 1994
- Володар Кубка Меркосур: 1998, 2000
- Володар Кубка Лібертадорес: 1999
- Володар Кубка Гуанабара: 2000, 2004
- Чемпіон штату Ріу-Гранді-ду-Сул: 2002
- Чемпіон Федерального округу: 2008

### Збірні
- Володар Кубка конфедерацій: 1997
- Віце-чемпіон світу: 1998
- Бронзовий призер Золотого кубка КОНКАКАФ: 1998

### Особисті
- Володар Срібного м'яча Бразилії: 1997